# 天目茶碗

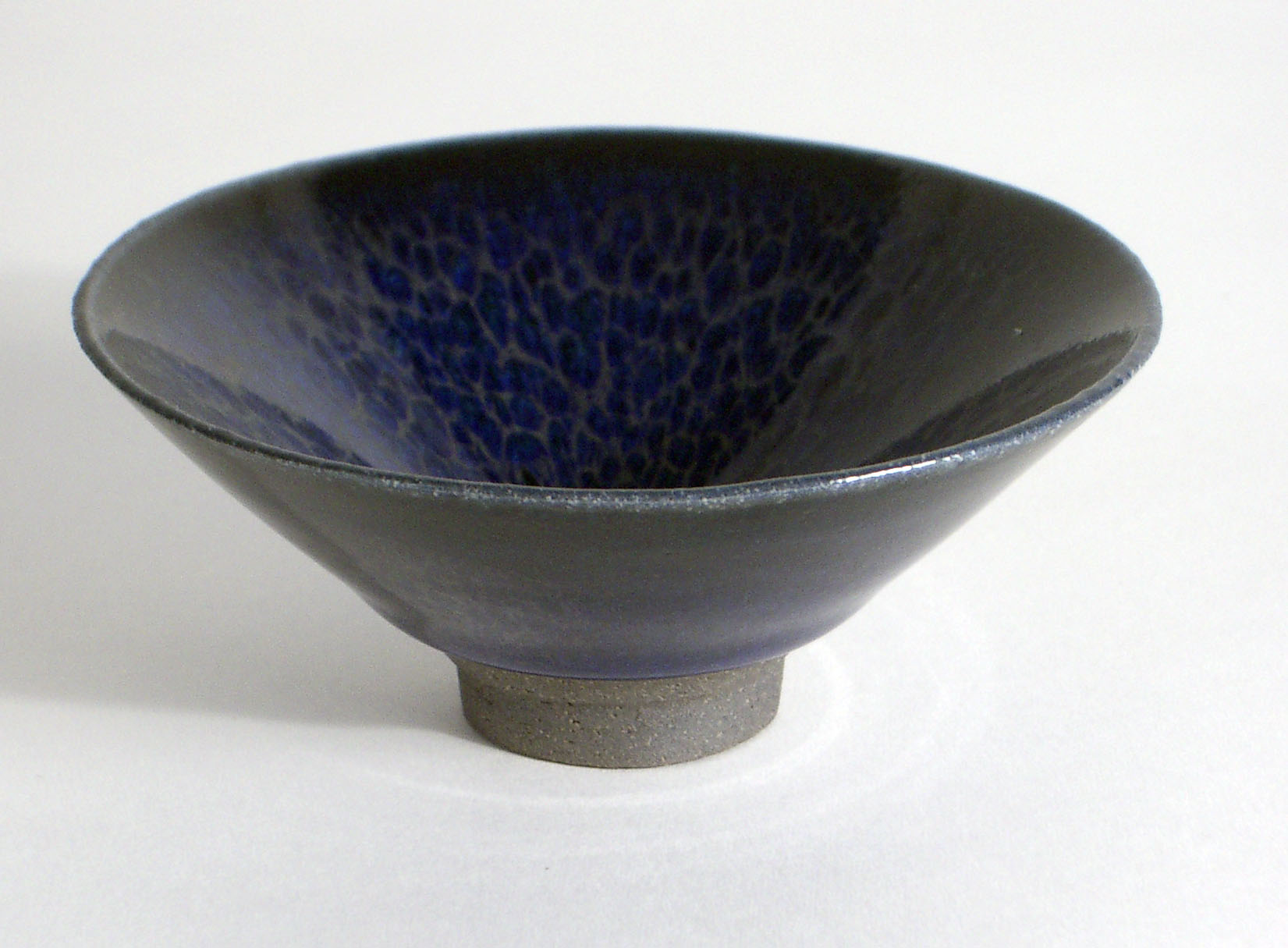
油滴釉盞天目

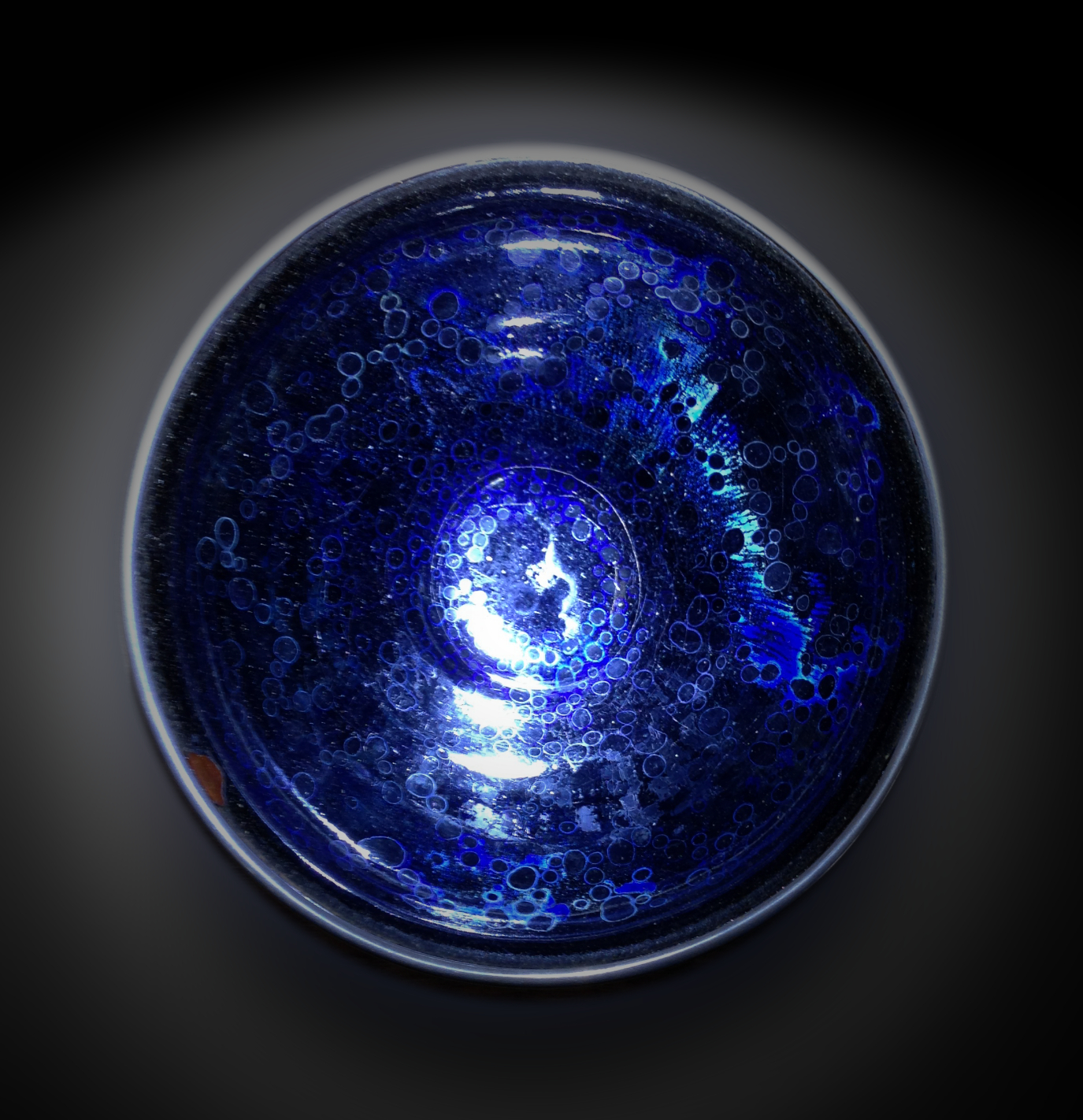
日本國家博物館收藏曜變天目盞

天目茶碗，是源於中國宋朝的一種茶碗。宋朝時期日本僧人至中國求法，尤其浙江臨安縣境的天目山內寺院林立，許多日本僧人來此修行。天目山分東西兩支，高聳雄峙，相傳在兩巔峰上各有一池，左右張望，故稱天目。日本僧人歸國時帶回寺院內學習到的茶禮、茶儀和茶器，因其攜回的黑釉茶碗是從天目山中的寺院帶出，故將帶回的茶碗稱為天目碗。

## 源起
宋朝時期朝廷、民間飲茶風氣興盛，並改以與唐朝煮茶法（水與茶同煮）不同的飲茶方式，即點茶法（煎水不煎茶）為主的飲茶方式。北宋中期以後，朝廷、士大夫間更流行一種由民間興起的「鬥茶」之風，並普及社會各階層，並深深影響日本茶道的發展。
當時，陶藝燒製技術成熟，使得黑釉出現了多種樣式，例如建窯的兔毫盞、油滴釉盞、曜變天目盞和鷓鴣班盞，吉州窯的木葉紋盞、玳瑁釉盞、剪紙貼花盞等紋飾。當中以兔毫盞最為著名，在建窯遺址中出土相當多。宋徽宗《大觀茶論》中所謂“盞色貴青黑，玉毫條達者為上”，茶盞是青黑色最好（黑中帶藍），有條狀兔毫為上品。

## 曜變天目茶碗
曜變天目茶碗被認為是最高等級的天目茶碗。簡稱曜變天目，「曜變」，該茶碗在燒製過程中，其黑色釉料的變化會形成斑紋而成為其特色。據推測，這種陶瓷作品是在中國南宋時期所製作的，目前僅有三件曜變天目被保存在日本，所有作品都被指定為日本國寶。

## 逸聞
2016年12月20日，《開運鑑定團》節目中鑑定的「曜變天目茶碗」被訂為世界第四件的國寶等級，行情為日幣2,500萬（約新台幣680萬，美元23萬，人民幣166萬），來自德島市的橋本浩司自稱曾祖父於明治時代時，向戰國武將三好長慶子孫購來的物品，本段節目還以「節目開播以來最重大的發現！」、「第四件曜變天目茶碗出現」等標題宣傳。
一年後另一個節目《bibitto》經過訪查，認為此茶碗是福建的陶藝師李欣紅於學徒時代做的練習品，在街上當工藝品販售，售價約台幣400多元（合美元14，人民幣100）。節目照片流傳一年後有朋友給她看，發現花紋是她繪製的，碗底下也有刻字。
由於歷史上曜變天目茶碗技術就是來自福建，以含鐵量高的漆黑釉藥燒製，後來一度失傳。近年當地大力復興探索古技術，已經恢復量產。被錯認為數百年前產品，可能因為當時日本古董界對於中國大陸的近年認知甚少，不了解近期技術復原狀況。